# Химой
Химой (чечен. Хӏима) — село в Чеченской Республики. Административный центр Шаройского района. Образует Химойское сельское поселение.

## География

Входной проем жилой башни в с. Химой. Вокруг двери изображены петроглифы, кисть руки, символы свастики, спираль и животное. Зарисовка Бруно Плечке 1927 года.

Расположено в южной части республики, на правом берегу реки Шароаргун, у впадения в неё левого притока Цесиахк. Находится в 115 км к юго-востоку от города Грозный.
Ближайшие населённые пункты: на северо-западе — разв. Эльтыаул, на северо-востоке — село Кири, на юго-западе — село Хакмадой, на юго-востоке — село Чайры, на севере — село Дай.

## История
Село основано в древние времена, на что указывают археологические раскопки, архитектурные постройки и единственные на Кавказе Химойские солнечные часы.
В черте села нашли бронзовые фигурки животных, а также различные подвески в виде птиц, фибул и др.
В селе расположен Химойский историко-архитектурный комплекс.
Аул Химой был сильно поврежден царскими войсками за присоединение восстанию под предводительством Умы Дуева.

## Население
| 1939 | 2002 | 2010 | 2012 | 2013 | 2014 | 2015 |
| ---- | ---- | ---- | ---- | ---- | ---- | ---- |
| 477  | ↘164 | ↗309 | ↗343 | ↘329 | ↘313 | ↘291 |
| 2016 | 2017 | 2018 | 2019 | 2020 | 2021 | 2023 |
| ↗304 | ↗326 | ↗340 | →340 | ↗351 | →351 | ↗352 |
| 2024 |      |      |      |      |      |      |
| ↘338 |      |      |      |      |      |      |

Национальный состав
По данным Всероссийской переписи населения 2010 года:
| Народ   | Численность, чел. | Доля от всего населения, % |
| ------- | ----------------- | -------------------------- |
| чеченцы | 305               | 98,70 %                    |
| другие  | 4                 | 1,30 %                     |
| всего   | 309               | 100 %                      |

## Галерея

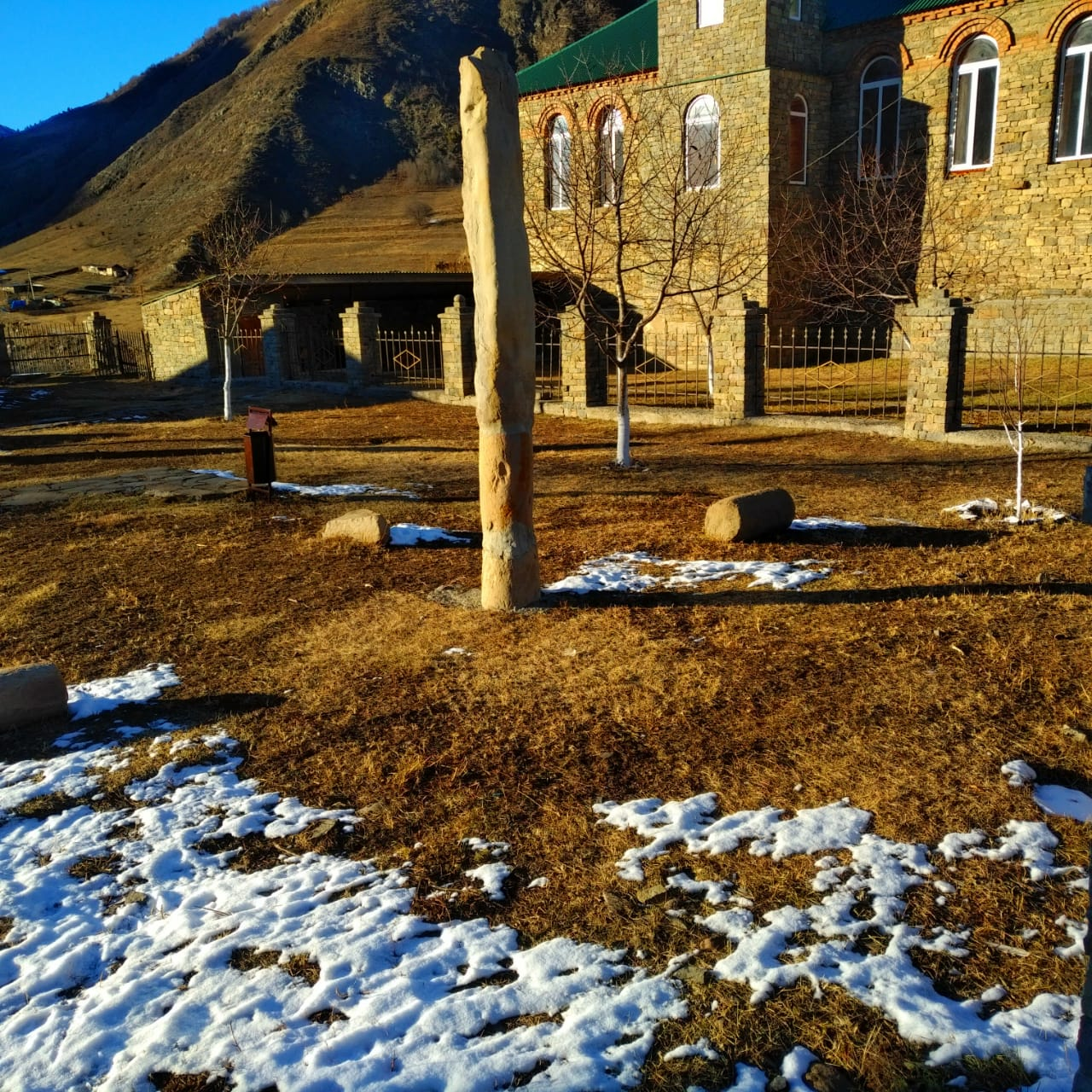
Древние солнечные часы в селе Химой
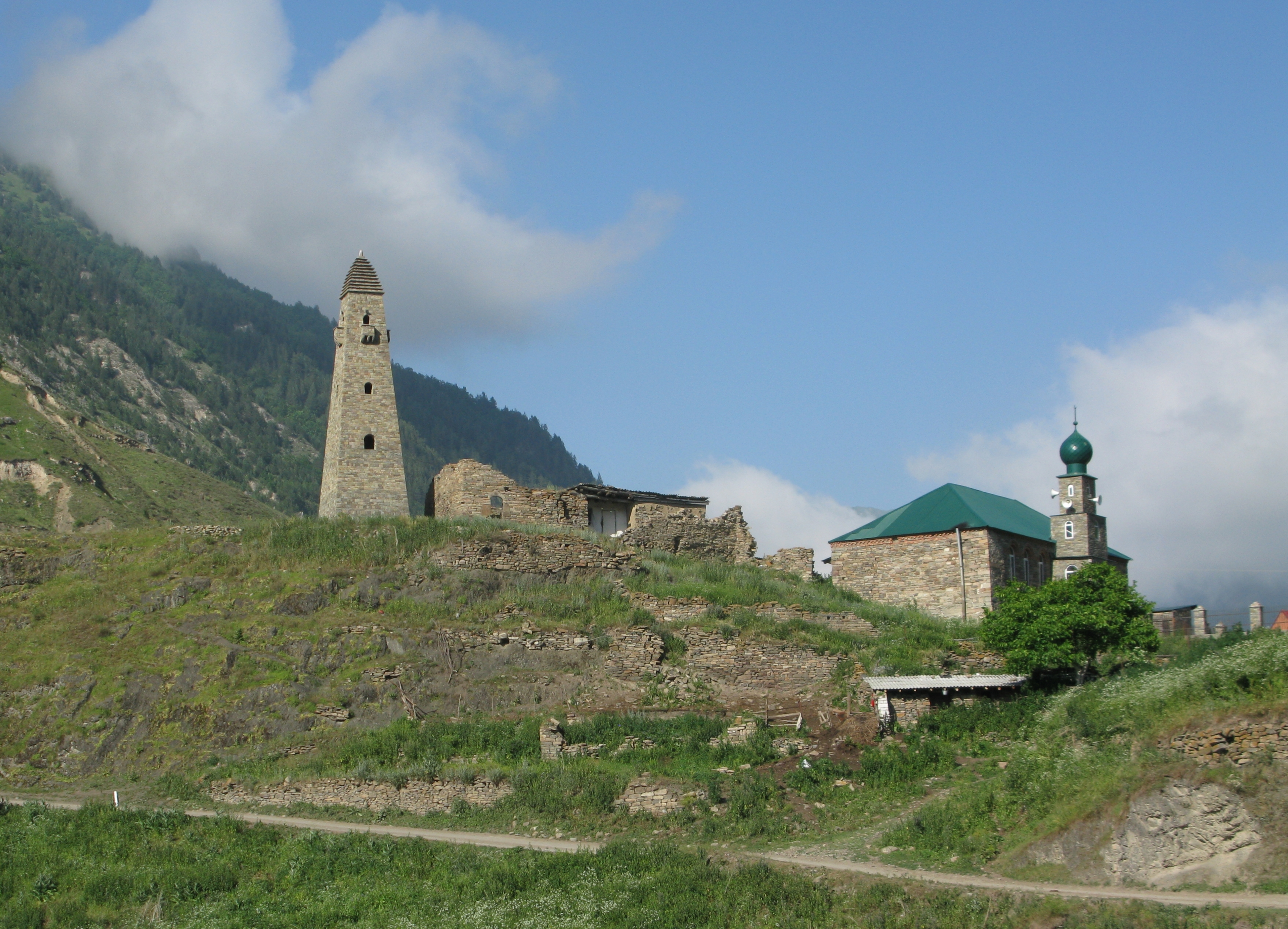
Башня в Химое
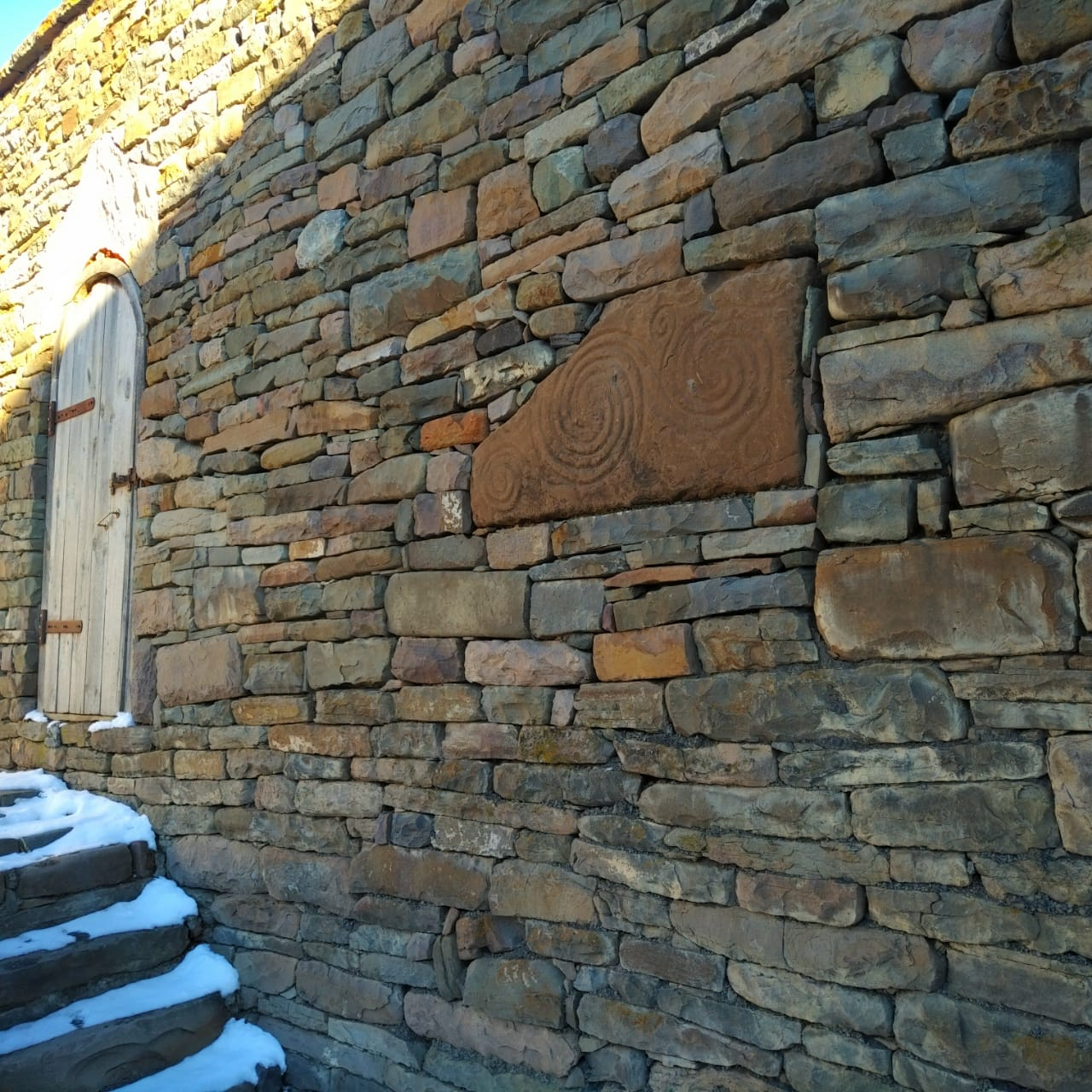
Петрогриф на башне
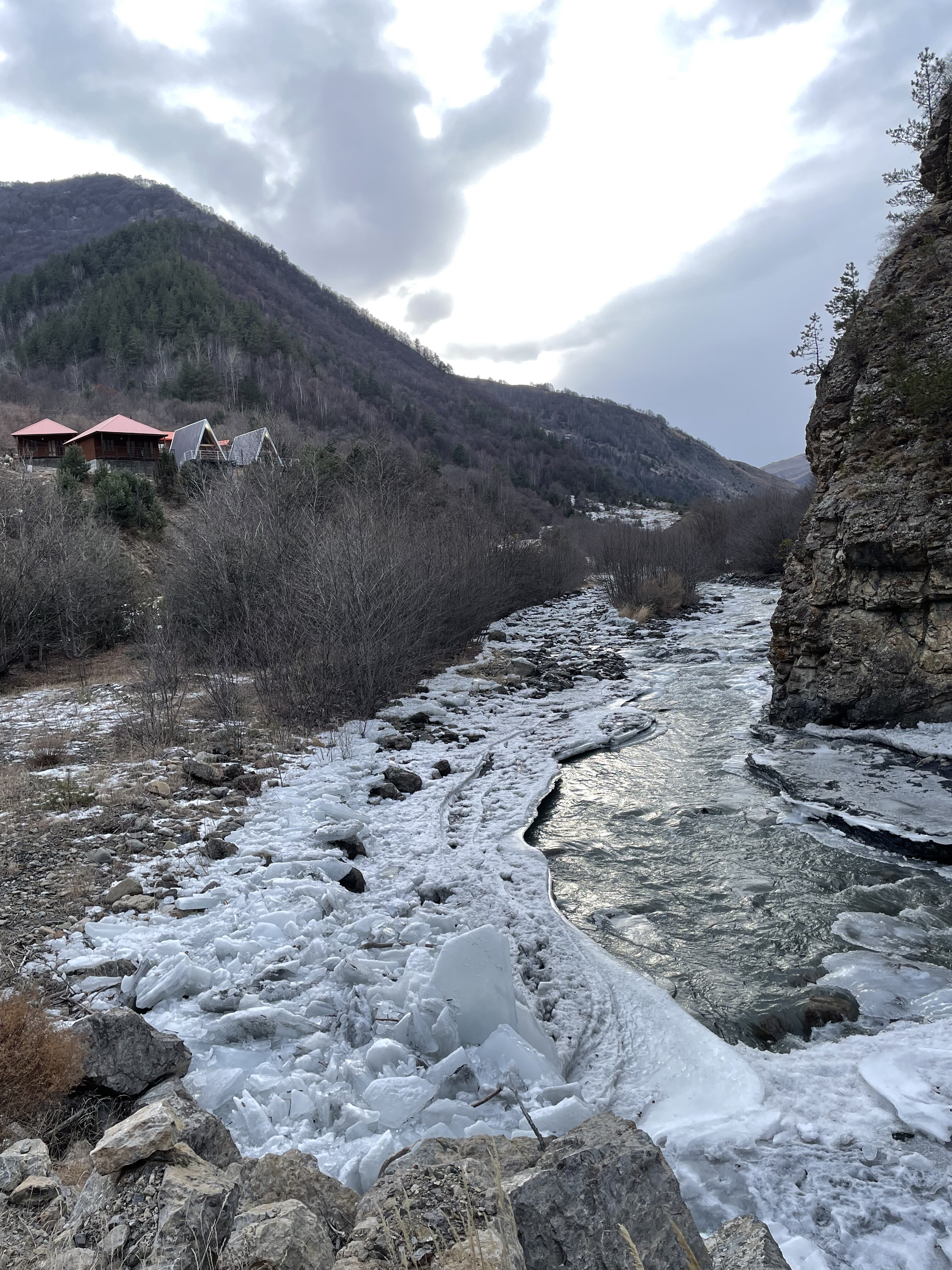
Шаро-Аргун близ Химоя